# 綾乃
ドルニオク綾乃（どるにおくあやの、1988年2月10日 - ）は日本の女優、オペラ歌手である。旧芸名は黒川 モモ（くろかわ モモ）。東京都出身。身長170cm。ソプラノ。

## 人物
東京都に生まれる。3歳からクラシックバレエを始める。フランス・マルセイユ、モナコにバレエ留学した。日本大学芸術学部演劇学科演技コース卒業。2014年パリ地方音楽院声楽科、専門課程卒業。声楽を神原誠、砂川涼子、近藤富佐子、Leontina Vaduva、David Harper、Eva Zwedberg 各氏に師事。

## 芸能経歴
高校在学中に、エリートモデルルックに応募し、ファイナリストに選ばれる。その後バレリーナを目指すために渡仏。
2006年に帰国し、日本大学に入学。在学中からダンスパフォーマンスで活動を始める。生西康典演出『星の行方』で主演し、雑誌『装苑』に「ニューカマーダンサー」として取り上げられるなど、注目を集める。
在学中から、映画や舞台で役者として活動。
21歳より本格的に声楽の勉強を始め、オペラの道へ。
オペラ舞台だけでなく、コンサートでも多くの経験を積む。長い間ダンスを学んだ経験から、舞台上での動き、観客とのコミュニケーションをとる自然な方法を学んだ。
2013年11月パリ、UCJF劇場にて『愛の妙薬』アディーナ役で出演。この公演は翌年３月にも再演され、大成功をおさめた。 2015年には、ポーランドのベートーベン・イースター・フェスティバルにて、オペラガラに出演。 2016年にはスペイン、サンタニ音楽祭にてオペラガラに出演。 草津国際夏期音楽アカデミーフェスティバルにてエリックサティ音楽喜劇「メドューサの罠」にフリゼット役で出演。 現在ベルリン在住。

## 出演歴

### 映画
- 美代子阿佐ヶ谷気分（ミヨコ役）

### 舞台
- 星の行方（2008年）- 主演[1]
- 舞台版・神聖喜劇（2009年）
- 朗読劇版・神聖喜劇（2010年）
- TPT「かもめ」（2010年） - ニーナ 役
- Momo,Momoko,Moe...(2010年)[2]
- やさしいライオン（2011年)[3]
- 既に光は暗い土の中に（2011年)[4]
- 浄化。（2011年）
- 洗い清められ（2012年）
- ベアトリーチェ・チェンチの肖像（2017年）ベアトリーチェ役

### PV
- 「水のようだ」
- Nothing's Carved In Stone「Chain reaction」（2011年）

## 受賞歴
- 中国中央戯劇学院主催「第一回アジア演劇大学学生演劇祭」演技賞（2010年）
- 日本大学芸術学部学部長賞（2011年）